# Arenenberg

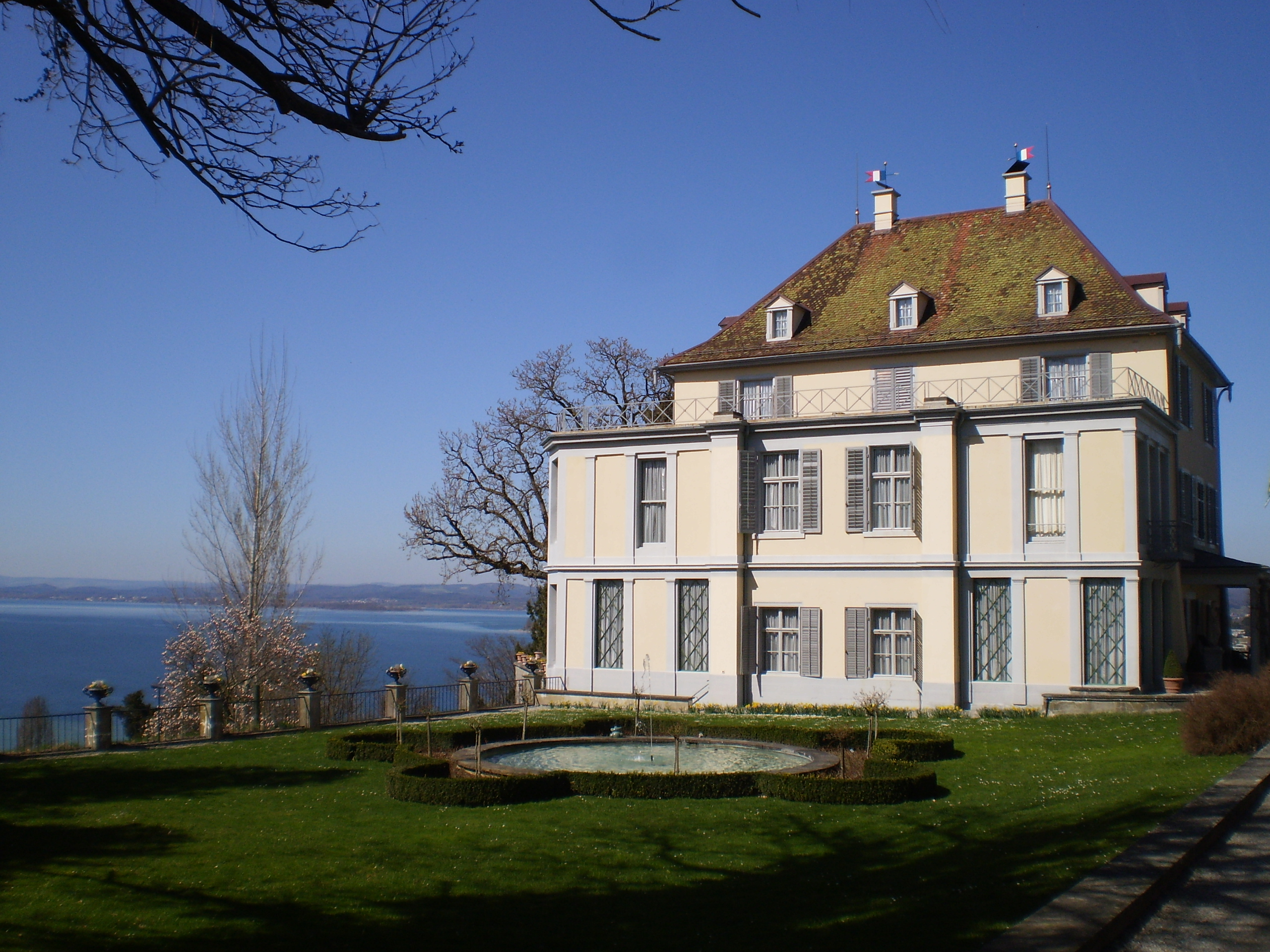
Arenenberg.

Arenenberg (Arenaberg) är ett slott i kommunen Salenstein i schweiziska kantonen Thurgau vid Bodensjön, nära orten Ermatingen. 
Arenenberg ägdes av drottning Hortense (hertiginnan av Saint Leu), som dog där 1837, därefter av hennes son Louis Napoléon, som sålde det 1839. År 1855 inköptes det åter av kejsarinnan Eugénie, som 1906 överlät det till kantonen Thurgau. Det är numera museum.